# Puchar Europy par U-19 na żużlu
Puchar Europy par U-19 na żużlu – zawody żużlowe, organizowane w latach 2018–2020 roku pod patronatem FIM Europe, dla zawodników do 19. roku życia.
Od sezonu 2021 zostały przemianowane na mistrzostwa Europy par juniorów dla zawodników do 19. roku życia.

## Medaliści
| Rok  | Miejsce   | Złoto                                                      | Srebro                                                      | Brąz                                                            | Źr.   |
| ---- | --------- | ---------------------------------------------------------- | ----------------------------------------------------------- | --------------------------------------------------------------- | ----- |
| 2018 | Žarnovica | Polska Jakub Miśkowiak Wiktor Trofimow Szymon Szlauderbach | Dania Jonas Seifert-Salk Mads Hansen                        | Łotwa Oļegs Mihailovs Artjoms Trofimovs                         | [ 1 ] |
| 2019 | Pilzno    | Dania Mads Hansen Jonas Seifert-Salk Christian Thaysen     | Łotwa Artjoms Trofimovs Ernests Matjušonoks                 | Szwecja Alexander Woentin Philip Hellström-Bängs Anton Karlsson | [ 2 ] |
| 2020 | Güstrow   | Czechy Jan Kvěch Petr Chlupáč Daniel Klíma                 | Łotwa Ernests Matjušonoks Ričards Ansviesulis Francis Gusts | Polska Jakub Miśkowiak Mateusz Cierniak Mateusz Świdnicki       |       |

## Klasyfikacja medalowa

### Według państw
Stan po sezonie 2020
| Lp. | Państwo | Złoto | Srebro | Brąz | Razem |
| --- | ------- | ----- | ------ | ---- | ----- |
| 1.  | Dania   | 1     | 1      | –    | 2     |
| 2.  | Polska  | 1     | –      | 1    | 2     |
| 3.  | Czechy  | 1     | –      | –    | 1     |
| 4.  | Łotwa   | –     | 2      | 1    | 3     |
| 5.  | Szwecja | –     | –      | 1    | 1     |

### Według zawodników
Stan po sezonie 2020
Tabela obejmuje pierwszą 10. najbardziej utytułowanych zawodników.
| Lp. | Zawodnik            | Państwo | Lata      | Złoto | Srebro | Brąz | Razem |
| --- | ------------------- | ------- | --------- | ----- | ------ | ---- | ----- |
| 1.  | Mads Hansen         | Dania   | 2018–2019 | 1     | 1      | –    | 2     |
| 1.  | Jonas Seifert-Salk  | Dania   | 2018–2019 | 1     | 1      | –    | 2     |
| 3.  | Jakub Miśkowiak     | Polska  | 2018–2020 | 1     | –      | 1    | 2     |
| 4.  | Szymon Szlauderbach | Polska  | 2018      | 1     | –      | –    | 1     |
| 4.  | Wiktor Trofimow     | Polska  | 2018      | 1     | –      | –    | 1     |
| 4.  | Christian Thaysen   | Dania   | 2019      | 1     | –      | –    | 1     |
| 4.  | Petr Chlupáč        | Czechy  | 2020      | 1     | –      | –    | 1     |
| 4.  | Daniel Klíma        | Czechy  | 2020      | 1     | –      | –    | 1     |
| 4.  | Jan Kvěch           | Czechy  | 2020      | 1     | –      | –    | 1     |
| 10. | Ernests Matjušonoks | Łotwa   | 2019–2020 | –     | 2      | –    | 2     |